# الهيئة الوطنية لمكافحة الفساد (إيطاليا)
الهيئة الوطنية الإيطالية لمكافحة الفساد (بالإيطالية: Autorità Nazionale AntiCorruzione)‏ هي هيئة إدارية إيطالية مستقلة مكلفة بمكافحة الفساد في البلاد.

## تاريخ الهيئة
تم إنشاء الهيئة الوطنية الإيطالية لمكافحة الفساد بموجب قانون مكافحة الفساد الإيطالي لعام 2012، والذي منح اللجنة المستقلة لتقييم وشفافية ونزاهة الحكومة ( Commissione indipendente per la valutazione, la trasparenza e l'integrità delle amministrazioni pubbliche, CIVIT). وظيفة الهيئة الوطنية الإيطالية لمكافحة الفساد،  في عام 2014، وتضم وظائف وموظفي هيئة الإشراف على العقود العامة للأشغال والخدمات والإمدادات ( Autorità per la vigilanza sui contratti pubblici di lavori, servizi e forniture, AVCP) التي كانت ألغيت بموجب المرسوم بقانون ن. 90/2014, و تحويله إلى قانون ن. 114/2014.

## المهام والوظيفة
وتتمثل مهمتها في منع الفساد داخل الإدارة العامة الإيطالية، في مختلف المشاركين والشركات التابعة لها، بما في ذلك من خلال تنفيذ زيادة الشفافية في جميع جوانب الإدارة، وكذلك من خلال الأنشطة الإشرافية ضمن العقود العامة، في أي قطاع. الإدارة العامة التي يمكن أن تؤدي إلى ظهور ظاهرة الفساد، مع تجنب تفاقم الإجراءات مع الآثار السلبية على المواطنين والشركات، وتوجيه سلوكيات وأنشطة موظفي الخدمة المدنية، مع التدخلات بصفة استشارية وتنظيمية.

## الهيكل التنظيمي
وتتكون الهيئة من خمسة أعضاء أحدهم رئيسا.
تم تقسيم الهيكل العام لـالهيئة الوطنية الإيطالية لمكافحة الفساد من حيث رسالتها المؤسسية إلى أربعة مجالات استراتيجية:
- التوجيه والتخطيط (الرئيس)
- دعم التخطيط المؤسسي للبعثات ومراقبتها (الأمين العام)
- إشراف
- أنظمة

أنشأت الوكالة وحدة خاصة، إكسبو 2015، مكلفة بالمراقبة والإشراف على عدالة وشفافية الإجراءات المتعلقة بتنفيذ حدث إكسبو 2015 .

## أنظر أيضاً
- الفساد في إيطاليا
- سياسة إيطاليا